# R.E.U.B.
R.E.U.B. (* 22. November 1980 in Accra, eigentlich Reubin Delle) ist ein ghanaischer Rapper und Hip-Hop-Produzent mit US-amerikanischer Staatsangehörigkeit. Er ist ein Vetter des ghanadeutschen Reggaesängers Dellé (Frontmann bei Seeed). Sein Künstlername steht für Real Entrepreneur in the Underground Business of Hip-Hop.
Delle floh mit seiner Familie nach politischen Unruhen aus Ghana nach Fairfax (Virginia) in die Vereinigten Staaten. Er absolvierte zunächst ein Chemiestudium an der Virginia Commonwealth University, bevor er seine musikalische Karriere startete. Er produzierte seine ersten Tracks für Tek (Boot Camp Clik) und war Nebendarsteller in Mekhi Phifers Film Puff, Puff, Pass. 2004 veröffentlichte er sein erstes Album "Pair-a-Dice".
2009 lieferte er ein Featuring auf dem Solo-Album "Before I Grow Old" seines Vetters Frank Dellé.